# قنير (حيفا)
قنير إحدى قرى فلسطين المهجرة قبل حرب 1948 تقع جنوب مدينة حيفا .

## نبذة تاريخية وجغرافية
تقع قنير إلى الجنوب من مدينة حيفا، وتبعد عنها حوالي 35كم وترتفع 100م عن سطح البحر. بلغت مساحة أراضيها 11331 دونماً وتحيط بها أراضي قرى أم الشوف، كفر قرع، السنديانة والمراح. قدر عدد سكانها عام 1922 حوالي (400) نسمة، وفي عام 1945 حوالي (750) نسمة. يحيط بالقرية مجموعة من الخرب ذات المواقع الأثرية وهي: خربة أم الكديش، خربة النبي بليان وخربة قنير. قامت المنظمات الصهيونية المسلحة بهدم القرية وتشريد أهلها البالغ عددهم عام 1948 حوالي (870) نسمة وكان ذلك في 25-4-1948. تبلغ مساحة أراضي قنير 11331 دونما ومنها 180 مزروع بالزيتون.
ترتفع القرية 90-100 عن سطح البحر في الحضيض الأدني لجبال الكرمل أو ما يعرف بتلال الروحة على الضفة الشمالية لوادي المراح أحد روافد وادي التماسيح، بلغت مساحاتها 22 دونماً في عام 1945 وشكلها مستطيل، اعتمد اقتصاد القرية على المحاصيل الزراعية الحقلية وشجر الزيتون حيث كانت القرية محاطة بهذه الحقول من كل الجهات ما عدا الجهة الجنوبية وكذلك اعتمدت القرية على تربية الماشية.
كان في القرية مسجد واحد بمساحة مئة متر له مئذنة ومحراب وكان للمسجد مكانته الهامة في القرية وكان في القرية مقامات للنبي بلياء جنوبي القرية، والشيخ أمين العتيلي والشيخ امين العرقوب والشيخ صالح في المقبرة القديمة، وفي القرية مقبرة تقدر مساحات بعشرات الدونمات وما زالت شواهد القبور المبنية ظاهرة للعيان. كان في القرية عيون ماء منها، بئر قنير وهو بئر من العصر الروماني أو كما يسمى بئر فجر لأن مياهه بالشتوية تتفجر وتصبح نهرا يصب غربي البحر المتوسط، وبئر الفاري شرقي القرية ودائماً ما ينصب البدو مضاربهم عنده، وعين الرشراشة في الشتاء تتفجر وتكون على شكل نوافير جميلة وهي بالجهة الجنوبية حيث كان تزرع الخضروات، وعين الحنانة وهي عين لتوريد الماشية.
في عام 1937 كان في القرية مدرسة ابتدائية أهلية من الصف الأول للصف الرابع بنيت هذه المدرسة على نفقة أهالي القرية ودفعوا للمعلمين أجرتهم وكان مديرها محمود أحمد داود الخطيب من سكان عرعرة وهو شيخ تتلمذ في نابلس وهو ابن الشيخ دواود الخطيب المصري أبو فايد. أما عن تسمية القرية فهي تعود لنبات أبو الصوي له خصلات وقنار يشبه البصل كان يكثر في المنطقة وكان يأكله الناس.

## احتلال القرية
هجمت الهاغاناة على قنير في8 آذار/مارس عام 1948، مع قرية كفر قرع المجاورة وهرب السكان خوفاً من مصير مشابه لمصير حيفا لكن تقارير جيش الإنقاذ تفيد بأن الجيش الهجوم الصهيوني عن القرية واستعاد القريتين للعرب.

أماكن تواجد لاجئي قنير مخيمات اللاجئين في الأردن وسوريا وفي مخيم جنين ومخيم نور شمس، وعتيل وكفر رمان، ووادي عارة، وكفرقرع وعارة وبرطعة.

## القرية اليوم
ينتشر ركام الحجارة في أرجاء الموقع المغطى بالشوك وأشجار التين ونبات الصبّار. ويستخدم الإسرائيليون جزءاً من الأراضي المجاورة مرعى للمواشي، ويزرعون جزءاً آخر.في سنة 1949، أُنشئت مستعمرة رغافيم على أراضي القرية. ويذكر بني موريس أن هذه المستعمرات نقلت إلى قنير بعد أن كانت أُقيمت أولاً قرب قرية البطيمات في تموز/يوليو 1948.

## وصلات خارجية
- موقع فلسطين في الذاكرة